# Sphecodes zangherii
Sphecodes zangherii là một loài Hymenoptera trong họ Halictidae. Loài này được Noskiewicz mô tả khoa học năm 1931.